# Damara (wyżyna)
Damara – wyżyna w północnej części Namibii.
Wyżyna Damara graniczy we wschodniej części z Kotliną Kalahari, zaś na zachodzie z pustynią Namib. Wyżyna zbududowana jest ze sfałdowanych skał prekambru. Przeciętna wysokość wynosi 1000–1500 m n.p.m. Na wyżynie znajduje się najwyższy szczyt Namibii - Brandberg.
Wyżynę Damara porasta w zachodniej części roślinność półpustynna, zaś we wschodniej sucha sawanna. Obecnie na wyżynie hodowane jest bydło oraz owce. Wydobywane są tutaj rudy manganu, berylu oraz litu.